# Ape uzate
Apele uzate reprezintă apele folosite în procese industriale de producție sau în gospodăriile populației, poluate cu diferite substanțe, evacuate prin intermediul sistemului de canalizare în receptori naturali (râuri, lacuri, mări) sau pe diferite terenuri, cu sau fără epurare prealabilă.
Legea apelor din România definește apele uzate ca fiind ape provenind din activități casnice, sociale sau economice, conținând substanțe poluante sau reziduuri care-i alterează caracteristicile fizice, chimice și bacteriologice inițiale, precum și ape de ploaie ce curg pe terenuri poluate.

## Clasificare
Apele uzate pot fi clasificate în mai multe categorii:
- Ape uzate menajere - reprezintă apele uzate din gospodăriile populației, provenite de la grupurile sanitare, gătit, spălat și din alte activități menajere. Aceste ape sunt poluate cu substanțe organice (detergenți, produse petroliere, pesticide), substanțe minerale (cloruri, amoniac), germeni patogeni, paraziți.[4]
- Ape uzate industriale - reprezintă apele uzate provenite din diferite procese industriale și/sau comerciale, altele decât apele uzate menajere și apele meteorice. Apele uzate industriale, provenite din utilizarea apei în procese tehnologice pot fi:
  - ape convențional curate, cum sunt cele rezultate de la răcirea agregatelor, de la condiționarea aerului etc.
  - ape cu un anumit conținut de impurități de proveniență minerală, organică, de substanțe chimice agresive etc.

- Ape uzate orășenești/urbane - reprezintă apele uzate menajere sau un amestec de ape uzate menajere cu ape uzate industriale și/sau ape meteorice.

Conform legislației în vigoare, apele uzate trebuie să fie tratate în stații de epurare, pentru ca efluentul rezultat să poată fi redat naturii.
Pe de altă parte, nămolurile, care reprezintă produsul final ireductibil al stațiilor de epurare, au valoare potențială în construcții, în producerea biogazului și ca amendament al solului pentru utilizarea benefică în agricultură.
Sub presiunea scăderii rezervelor mondiale de apă curată și a necesității de a hrăni o populație în creștere, pe plan global se prevede o creștere rapidă a utilizării apei uzate și tratate pentru a iriga terenurile agricole și în alte scopuri.